# Kwas glutaminowy
Kwas glutaminowy (Glu, E; łac. Acidum glutamicum) – organiczny związek chemiczny z grupy aminokwasów o charakterze kwasowym. Anion karboksylowy tego kwasu (forma anionowa jest formą przeważającą w warunkach fizjologicznych) to glutaminian. Enancjomer L kwasu  glutaminowego należy do podstawowych aminokwasów białkowych obecnych w prawie wszystkich białkach. Dla człowieka jest aminokwasem endogennym. W kodzie genetycznym odpowiadają mu kodony GAA i GAG.
Kwas L-glutaminowy jest ważnym neuroprzekaźnikiem (związkiem umożliwiającym przewodzenie impulsów nerwowych) pobudzającym w korze mózgowej ssaków. Uczestniczy w przemianach azotowych, poprzez przemianę w glutaminę. Jest stosowany w leczeniu schorzeń układu nerwowego.
Jego sól sodowa, glutaminian sodu, jest stosowana jako wzmacniacz smaku i zapachu żywności. Roczna światowa produkcja kwasu glutaminowego i jego soli wyniosła w 2005 r. 1,7 mln ton (w przybliżeniu tyle samo, co łączna produkcja wszystkich pozostałych podstawowych aminokwasów i ich soli).

## Biosynteza
W komórkach człowieka glutaminian syntetyzowany jest na różnych drogach, np. w reakcji kwasu α-ketoglutarowego z glutaminą, katalizowanej przez dehydrogenazę glutaminianową, powstają 2 cząsteczki kwasu glutaminowego:
   +         2 
Enzym ten posiada dwie domeny katalityczne:
- o aktywności glutaminazy, która katalizuje reakcję hydrolizy glutaminy[8]:

   +   H
2O         +   NH
3
- o aktywności dehydrogenazy glutaminianowej, która katalizuje reakcję kwasu α-ketoglutarowego z powstałym w powyższej reakcji jonem amonowym, przebiegającą w obecności NAD(P)H[9]:

   +   NH+
4   +   NAD(P)H         +   NAD(P)+   +   H
2O
Inną ścieżką syntezy glutaminianu jest transaminacja katalizowana przez aminotransferazę glutaminianową, w której kwas α-ketoglutarowy pobiera grupę aminową z dowolnego L-aminokwasu, dostarczając mu jednocześnie atom tlenu, w wyniku czego aminokwas ten przekształcany jest w odpowiedni α-ketokwas:
HOOC−CH
2CH
2C(O)COOH + R−C(NH
2)COOH  ⇄  HOOC−CH
2CH
2CH(NH
2)COOH + R−C(O)COOH
Reakcja ta jest odwracalna, a jej stała równowagi jest zbliżona do 1.
Powstaje też podczas metabolizmu glutationu, w reakcji bezpośredniej katalizowanej przez hydrolazę glutationu (EC 3.4.19.13):
glutation + H
2O → L-cysteinyloglicyna + kwas L-glutaminowy
lub poprzez kwas piroglutaminowy: